# Karim El Berkaoui
 Karim El Berkaoui (sinh ngày 2 tháng 7 năm 1995) là một cầu thủ bóng đá người Maroc hiện tại thi đấu cho Hassania Agadir ở vị trí tiền vệ chạy cánh.
El Berkaoui có 1 lần ra sân không chính thức cho Maroc trong trận giao hữu trước Cộng hòa Trung Phi ở giai đoạn chuẩn bị cho vòng loại Giải vô địch bóng đá châu Phi 2018.